# Baby, Love me!
Baby, Love me!（ベイビー・ラブ・ミー）は、GEMの4枚目のシングル。2015年9月30日にiDOL Streetから発売された。

## 概要
「CD+Blu-ray盤」、「イベント会場/mu-moショップ限定盤」（CDのみ）、「イベント会場/mu-moショップ限定商品」（ミュージックカード×10形態）の3種12形態で発売。
前作までは「CD+Blu-ray盤」に初回特典として握手会イベント参加券が封入されていたが、本作では封入されなかった。また、前作に引き続きミュージックカードが発売されたが、伊藤千咲美ver.は発売されなかった（後述）。
音楽配信はiTunes Store、レコチョク、mora等のデジタル・ダウンロード、Apple Music、レコチョク Best、AWA、LINE MUSIC等のサブスクリプション(定額聞き放題)型サービスとも2015年9月30日に配信された。
「Baby, Love me!」は同年7月12日に新木場STUDIO COASTで行われた「Girls Street EXPO 2015」で初披露された。ラジオでは同年7月16日にFM-FUJIの「GIRLS・GIRLS・GIRLS =RED ZONE= GEM★カラット」で初OAされた。
「The Brand-New Girl」はメジャーデビュー前の2013年8月30日にTwinBox AKIHABARAで行われた8月限定定期公演「GEM Live Mixture 2013」で初披露されていて、今回初音源化される。ラジオでは2015年9月10日にFM-FUJIの「GIRLS・GIRLS・GIRLS =RED ZONE= GEM★カラット」で初OAされた。ライブではエンディングがカットアウトだったが、今回はエンディングがフェードアウトで終わるバージョンが収録されている。

### 伊藤千咲美の活動休止

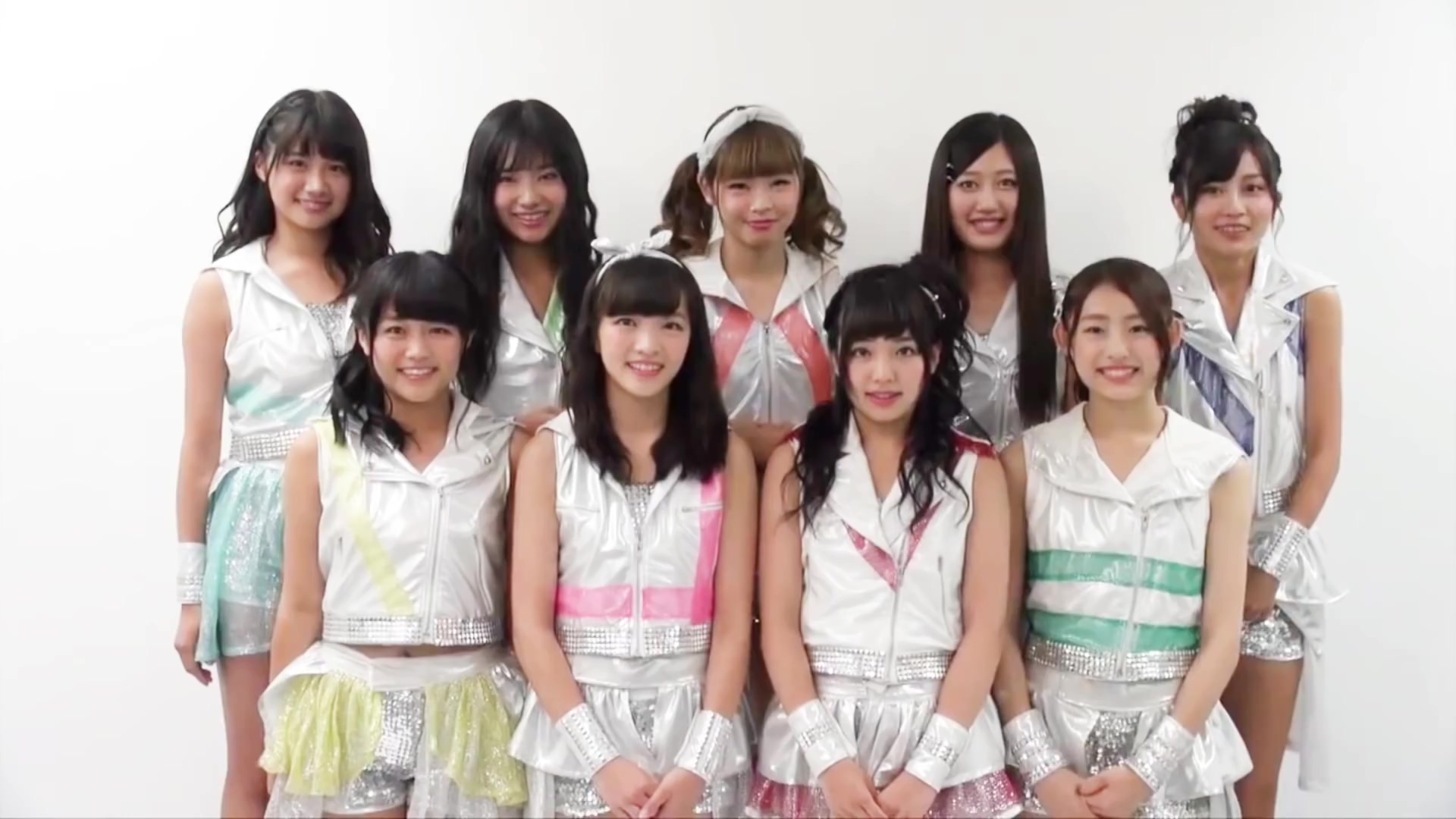
伊藤が不在の間、残る9人でGEMは活動を継続した。（2015年9月、「楽遊」vol.45より）

2015年6月28日に赤坂BLITZで行われた「GEM Live Mixture 2015 〜2nd Anniversary〜」を成功させたGEMだったが、同年7月6日に公式サイト上で伊藤千咲美がしばらくの間活動を休止すると発表があり、以降のライブ・イベント等は残る9人のメンバーで行うことになった。
本作品もこの影響を受けている。まず、前述のとおり伊藤千咲美ver.のミュージックカードは発売されなかった。また、MVには伊藤は参加していない。さらに、「CD+Blu-ray盤」、「イベント会場/mu-moショップ限定盤」（CDのみ）、「イベント会場/mu-moショップ限定商品」（ミュージックカード）の集合Ver.ではジャケットにメンバーの顔が一切写っていない。この理由についてメンバーの村上来渚は「ジャケットを絵にした理由もミュージックカードの集合を円陣の写真にした理由も、ちゃんとした理由があるのです。9人の形を残さず、帰ってきやすいように。帰ってこれるように。GEMは10人やから。10人でGEMやから。」と語っている。
伊藤が活動休止中、GEMはイベントや夏フェス、さらに「iDOL Street 5周年記念 日本列島縦断の旅 〜歩み続ける少女たち〜」にも参加していたため、本作品のリリース記念イベントはリリース週の訪店イベントまで行われなかった。
伊藤不在のまま同年9月29日から訪店イベントが行われる。そして、同年9月30日の訪店イベント終了後、公式サイト上で伊藤の活動再開が発表される。
同年10月3日、ららぽーと柏の葉で行われた「NEWシングル「Baby, Love me!」ミニライヴ&握手会」で伊藤は約3ヶ月ぶりに公式の場に復帰。GEMは10人で活動を続けることになった。

## 収録曲

### CD+Blu-ray盤

#### CD
1. Baby, Love me!(4:25)
作詞：KAJI KATSURA　作曲・編曲：NA.ZU.NA
テレビ東京系アニメ『ジュエルペット マジカルチェンジ』エンディングテーマ曲（2015年7月 - 9月期）。
GEMの楽曲がテレビアニメのタイアップに使用されたのは『PAN-PAKA-PAN!』（NHK Eテレ『はなかっぱ』・2014年）以来で、民放テレビ局のアニメ主題歌としては全活動期間中（2012年 - 2018年）唯一である。
2. The Brand-New Girl(4:10)
作詞：leonn　作曲・編曲：ats-
アルバムでは4:25になっている。

#### Blu-ray
1. Baby, Love me! "Music Video"
2. Baby, Love me! "Music Video Making"

### イベント会場/mu-moショップ限定盤
1. Baby, Love me!
2. The Brand-New Girl
3. Baby, Love me! "Instrumental"
4. The Brand-New Girl "Instrumental"

## イベント
| 日程           | 公演名                                                     | 会場                                        | 備考 |
| -------------- | ---------------------------------------------------------- | ------------------------------------------- | --- |
| 2015年9月29日  | 発売記念リリース週イベント                                 | SHIBUYA TSUTAYA タワーレコード浦和店        | 握手会のみ。伊藤、南口は不参加。                                                                                     |
| 2015年9月30日  | 発売記念リリース週イベント                                 | タワーレコード渋谷店 タワーレコード錦糸町店 | 握手会のみ。伊藤、南口は不参加。                                                                                     |
| 2015年10月1日  | 発売記念リリース週イベント                                 | ニコニコ本社                                | ニコラジ出演後握手会。伊藤、南口は不参加。                                                                           |
| 2015年10月3日  | 発売記念リリース週イベント                                 | ららぽーと柏の葉                            | ミニライブ&握手会（2回公演）。                                                                                       |
| 2015年10月4日  | 発売記念リリース週イベント                                 | ららぽーと豊洲                              | ミニライブ&握手会（2回公演）。                                                                                       |
| 2015年10月18日 | グループ別握手会／グループ撮影会／個別撮影会／個別サイン会 | プレミアホール                              | mu-moショップで販売された参加券付き商品購入者対象。 個別撮影会、グループ撮影会はそれぞれ2部制。 小栗、武田は不参加。 |

※他、各イベントにおいてCD・ミュージックカード予約購入者対象の握手会も開催された。